# Kristjan Sokoli
Kristjan Sokoli (* 24. September 1991 in Tirana) ist ein US-amerikanischer American-Football-Spieler mit albanischen Wurzeln. Er spielt auf der Position des Defensive Tackle, zuletzt für die New York Giants in der National Football League (NFL). Er ist der erste Albaner in der NFL.

## College
An der University at Buffalo spielte Sokoli zwischen 2011 und 2014 in der Defensive Line. Dort spielte er in insgesamt 33 Spielen, in denen er insgesamt 95 Tackles setzte, 2,5 Sacks erzielte und einen Fumble erzwang.

## NFL

### Seattle Seahawks
Die Seattle Seahawks wählten Sokoli in der sechsten Runde des NFL Draft 2015 als 215. Spieler aus. Dort wurde er vom Trainer der Offensive Line, Tom Cable, auf die Position des Center umtrainiert. Im Spiel gegen die Arizona Cardinals kam er in acht Snaps als Special Teamer erstmals zum Einsatz. Am 30. August 2016 wurde er entlassen.

### Indianapolis Colts
Im September 2016 verpflichteten die Indianapolis Colts Sokoli als Defensive End für ihren Practice Squad. Am 19. Dezember wurde er in den aktiven Kader übernommen, blieb aber ohne Einsatz. Im Juni 2017 wurde er wieder entlassen.

### New Orleans Saints
Am 25. Juli 2017 wurde Sokoli von den New Orleans Saints unter Vertrag genommen und kurz darauf auf den Practice Squad gesetzt. Am 6. September 2017 wurde er bereits wieder entlassen.

### New York Giants
Am 27. Dezember 2017 verpflichteten die New York Giants Sokoli für ihren Practice Squad. Am 1. Januar 2018 unterschrieb er einen neuen Vertrag. Am 11. August 2018 wurde Sokoli von den Giants auf der Injured Reserve List platziert, nachdem er sich im ersten Preseasonspiel einen Kreuzbandriss zugezogen hatte.